# 量子科学中心站
量子科学中心站位于中华人民共和国安徽省合肥市蜀山区望江西路与长宁大道交叉口地下，是合肥轨道交通4号线与建设中的7号线的地铁换乘站，工程站名长宁大道站，6号线一期工程建成前与4号线贯通运营。

## 车站结构
量子科学中心站位于望江西路与长宁大道交叉口，为4、7号线换乘站。 4号线沿望江西路南侧东西向布置，7号线沿长宁大道南北向布置。4号线车站为地下两层双柱三跨岛式车站，站台宽度14m，7号线车站为地下三层双柱三跨岛式车站，站台宽度14m，设7个出入口，5组风亭，2座冷却塔。